# Setopagis
Setopagis es un género de aves caprimulgiformes perteneciente a la familia Caprimulgidae, propias de Sudamérica. Sus miembros, que son conocidos comúnmente como chotacabras, anteriormente se clasificaban en el género Caprimulgus.

## Especies
Se reconocen las siguientes especies:
- Setopagis heterura Todd, 1915 - chotacabras de Todd;
- Setopagis parvula (Gould, 1837) - chotacabras chico;
- Setopagis whitelyi (Salvin, 1885) - chotacabras del Roraima;
- Setopagis maculosa (Todd, 1920) - chotacabras guayanés.